# Steenbecque
Steenbecque (prononcé [stɛ̃bɛk] ; Steenbeke en néerlandais) est une commune de France située dans le département du Nord (59), en région Hauts-de-France.

## Géographie

### Localisation

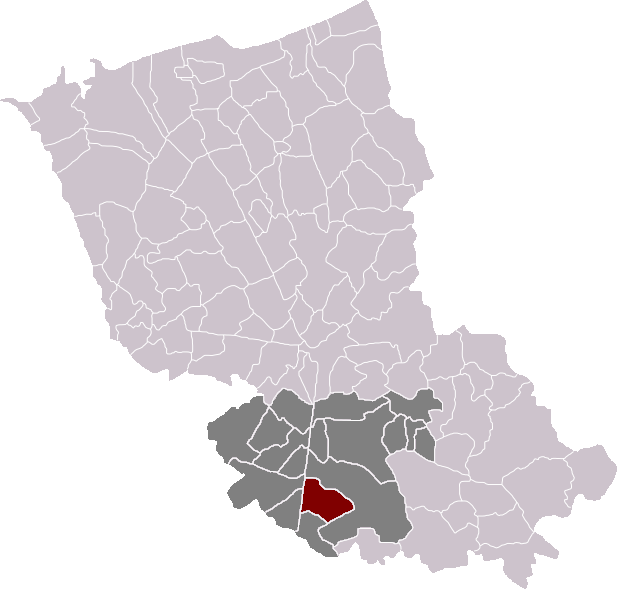
Commune dans l'arrondissement de Dunkerque

Le village est situé dans la région naturelle de l'Houtland, à 6,3 km de Isbergues, 6,5 km d'Hazebrouck, 13 km de Cassel, 19 km de Bailleul, 40 km de Lille, et 40,6 km de Dunkerque.
Les communes limitrophes sont  Blaringhem, Boëseghem, Morbecque et Thiennes.
|            | Morbecque   |           |
| Blaringhem | Steenbecque | Morbecque |
| Boëseghem  | Thiennes    |           |

### Hydrographie

#### Réseau hydrographique
La commune est située dans le bassin Artois-Picardie. Elle est drainée par la Steen Becque, le canal de la Nieppe, la Becque des Clytes, la Thiennes et le Bas,,.
La Steen Becque, d'une longueur de 10 km, prend sa source dans la commune de Sercus et se jette  dans le canal de la Nieppe à Morbecque, après avoir traversé trois communes.

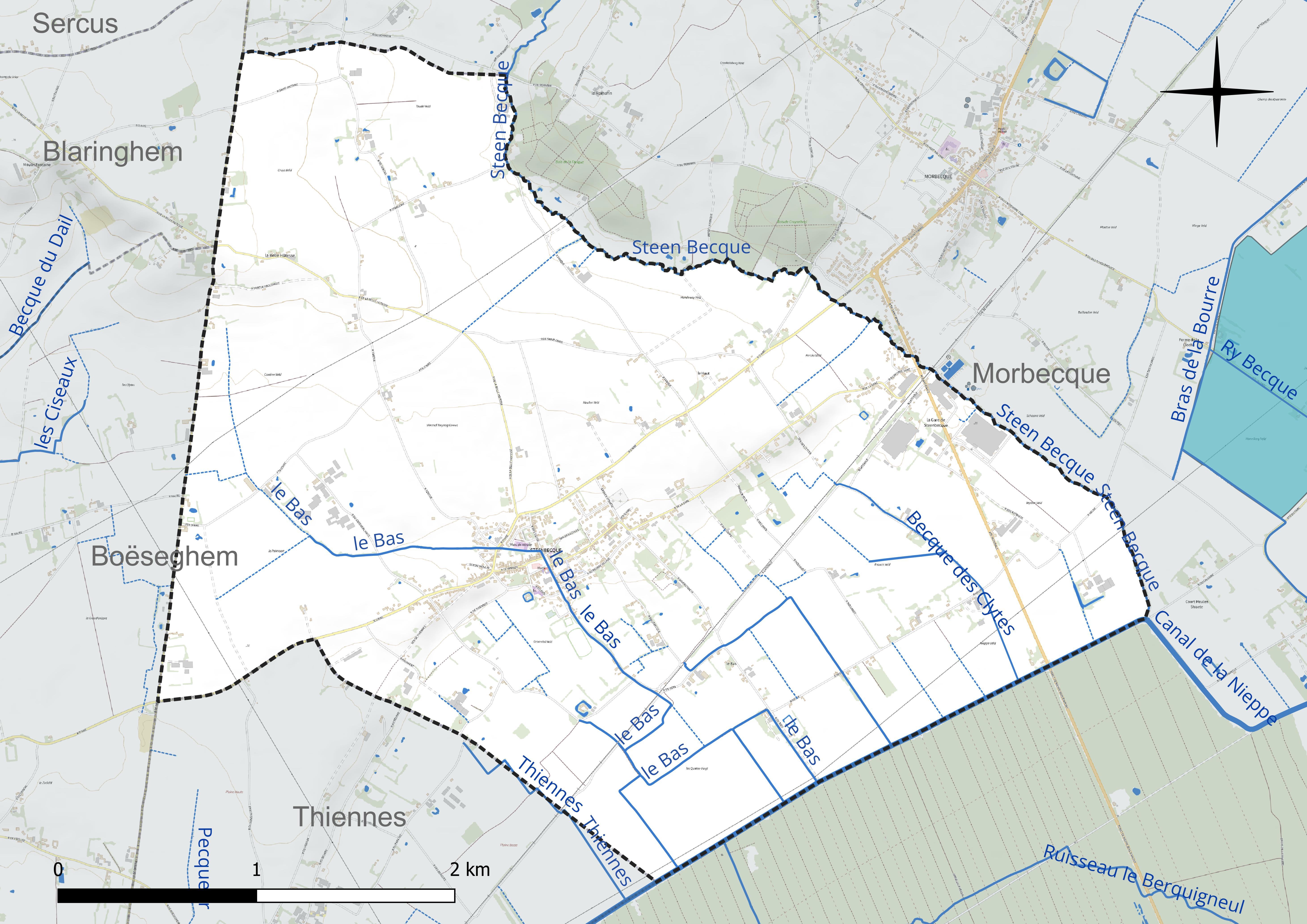
Réseau hydrographique de Steenbecque.

#### Gestion et qualité des eaux
Le territoire communal est couvert par le schéma d'aménagement et de gestion des eaux (SAGE) « Lys ». Ce document de planification concerne un territoire de 1 835 km2 de superficie, délimité par le bassin versant de la Lys. Le périmètre a été arrêté le 29 mai 1995 et le SAGE proprement dit a été approuvé le 6 août 2010, puis révisé le 20 septembre 2019. La structure porteuse de l'élaboration et de la mise en œuvre est le syndicat mixte pour l'élaboration du SAGE de la Lys (SYMSAGEL).
La qualité des cours d'eau peut être consultée sur un site dédié géré par les agences de l'eau et l'Agence française pour la biodiversité.

### Climat
Pour des articles plus généraux, voir Climat des Hauts-de-France et Climat du Nord.
En 2010, le climat de la commune est de type climat océanique dégradé des plaines du Centre et du Nord, selon une étude du CNRS s'appuyant sur une série de données couvrant la période 1971-2000. En 2020, Météo-France publie une typologie des climats de la France métropolitaine dans laquelle la commune est exposée à un climat océanique et est dans la région climatique Côtes de la Manche orientale, caractérisée par un faible ensoleillement (1 550 h/an) ; forte humidité de l'air (plus de 20 h/jour avec humidité relative > 80 % en hiver), vents forts fréquents.
Pour la période 1971-2000, la température annuelle moyenne est de 10,5 °C, avec une amplitude thermique annuelle de 14 °C. Le cumul annuel moyen de précipitations est de 755 mm, avec 12,8 jours de précipitations en janvier et 8,9 jours en juillet. Pour la période 1991-2020, la température moyenne annuelle observée sur la station météorologique la plus proche, située sur la commune de Lillers à 12 km à vol d'oiseau, est de 11,1 °C et le cumul annuel moyen de précipitations est de 731,5 mm,. Pour l'avenir, les paramètres climatiques de la commune estimés pour 2050 selon différents scénarios d'émission de gaz à effet de serre sont consultables sur un site dédié publié par Météo-France en novembre 2022.

## Urbanisme

### Typologie
Au 1er janvier 2024, Steenbecque est catégorisée bourg rural, selon la nouvelle grille communale de densité à sept niveaux définie par l'Insee en 2022.
Elle appartient à l'unité urbaine de Steenbecque, une agglomération intra-départementale regroupant deux  communes, dont elle est ville-centre,,. Par ailleurs la commune fait partie de l'aire d'attraction d'Hazebrouck, dont elle est une commune de la couronne,. Cette aire, qui regroupe 11 communes, est catégorisée dans les aires de moins de 50 000 habitants,.

### Occupation des sols
L'occupation des sols de la commune, telle qu'elle ressort de la base de données européenne d'occupation biophysique des sols Corine Land Cover (CLC), est marquée par l'importance des territoires agricoles (95,2 % en 2018), en diminution par rapport à 1990 (96,6 %). La répartition détaillée en 2018 est la suivante : 
terres arables (89,5 %), prairies (5,7 %), zones urbanisées (4,6 %), forêts (0,2 %). L'évolution de l'occupation des sols de la commune et de ses infrastructures peut être observée sur les différentes représentations cartographiques du territoire : la carte de Cassini (XVIIIe siècle), la carte d'état-major (1820-1866) et les cartes ou photos aériennes de l'IGN pour la période actuelle (1950 à aujourd'hui).

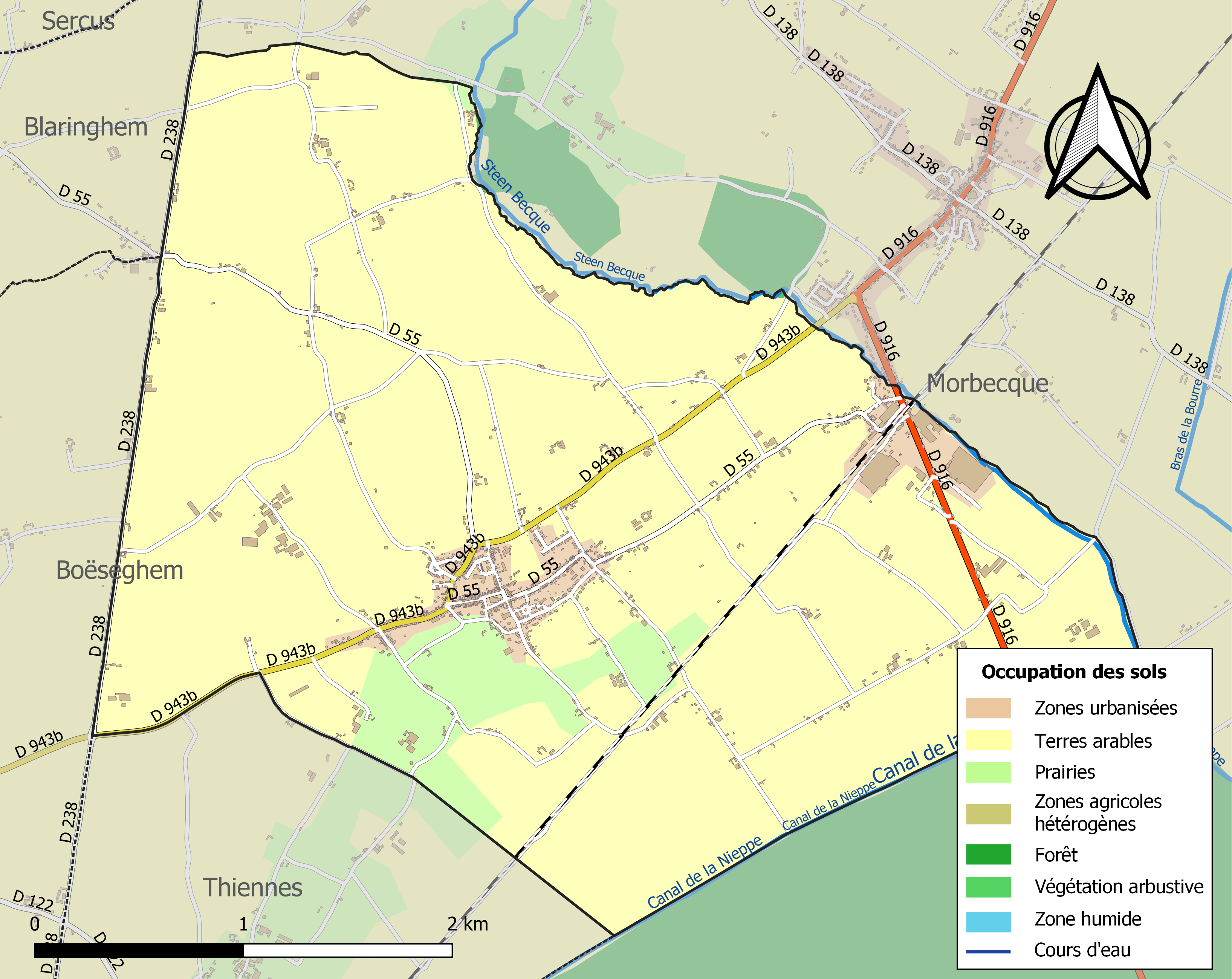
Carte des infrastructures et de l'occupation des sols de la commune en 2018 (CLC).

## Toponymie
Le nom de la localité est attesté sous les formes Steinbeke en 1184 (cartulaire de Bourbourg); Estainbeche en 1236 (cartulaire de l'abbaye de Marquette).
Il s'agit d'un type toponymique germanique commun basé sur *steinaz « pierre » et *bakiz « cours d'eau, ruisseau », qui a donné l'ancien flamand stēn, stein « pierre » et bēke « ruisseau », d'où le sens global de « ruisseau pierreux ».

## Histoire

### Avant 1789
C'est en 1184 que le lieu a été mentionné pour la première fois sous le nom de Steinbeke dans le cartulaire de l'abbaye Notre-Dame de Bourbourg ; on le retrouve en 1236 sous le nom d'Estainbeche dans le cartulaire de l'abbaye du repos de Notre-Dame de Marquette.
Steenbecque était traversée par une voie romaine menant de Cassel à Mardyck, sur la côte.
La paroisse a donné son nom à une famille de la noblesse de Flandre, nom également noté Stiembecque.
Avant la Révolution française, la paroisse était incluse dans le diocèse de Thérouanne, puis à la disparition de celui-ci dans le diocèse de Saint-Omer.
En 1297, Philippe le Bel occupe toute la Flandre maritime, après avoir défait le comte de Flandres Gui de Dampierre. Le 15 juillet 1298, Baudouin de la Planque, seigneur de Steenbecque et de Thiennes, reçoit toute la terre de Blaringhem, confisquée sur Thomas de Lille, resté fidèle au comte.
Jeanne, dame de Steenbecque, fonde en 1578 un oratoire en l'honneur de sainte Pharaïlde. En 1582, Jeanne de Steenbecque épouse le seigneur de (Mailly-)Mame(t)z..
Steenbecque a longtemps appartenu au comté de Flandre jusqu'à ce que, comme le reste de la Flandre française, elle fut annexée à la France par le traité de Nimègue en 1678. Pendant longtemps pourtant, la population a continué à parler flamand et aujourd'hui encore, le flamand reste répandu. A l'heure actuelle, Steenbecque est la commune la plus méridionale du Westhoek français où l'utilisation du flamand et du néerlandais est officiellement autorisée.
En 1745, les trois terres réunies de Thiennes, Steenbecque et Blaringhem sont érigées en comté au bénéfice de Jean-François Buisseret.

### Famille de Steenbecque, Stiembecque
- En 1169, Simon de Steenbecque est seigneur de Blaringhem, Ebblinghem, Nieles, Pradelles, Thiennes.
- Henri de Stiembecque, chevalier, seigneur du lieu et de La Motte, a fait hommage en 1350 au duc de Bourgogne, à cause de son fief de La Motte tenu du château de Saint-Omer[24].
- Jean de Stiembecque, écuyer, seigneur de La Motte, fils d'Henri de Stiembecque[24].
- Nicolas de Stiembecque, fils de Jean, a épousé Catherine Bersacques[24].
- Jérôme de Stiembecque, écuyer, fils de Nicolas, seigneur de Dicques (Isques) et de La Motte, a épousé Adrienne de Wasselin, fille et sœur de feus Hugues de Wasselin, père et fils, vivant chevaliers, seigneurs de Lannoy, prévôts héréditaires de la ville de La Gorgue. Jérôme de Stiembecque a servi ses anciens souverains (le roi d'Espagne) dès sa jeunesse, s'est trouvé aux sièges de Harlem, Zutphen, Ziriczée, Utrecht et Amsterdam, sous la conduite du duc d'Albe. En récompense de ses services, a eu une pension de 100 florins par an, toute sa vie durant, assignés sur le domaine de Saint-Omer[24].
- Édouard (ou Oudart) de Stiembecque, fils de Jérôme, est cité le 16 juillet 1642. Sont données à Molina (Molina de Aragón), des lettres de chevalerie pour Édouard (ou Oudart) de Stiembecque, (Steenbecque), écuyer, seigneur de Millemotte (sur Salperwick?), capitaine entretenu au régiment du comte de Grobbendonk, (Maison d'Ursel), lieutenant-général de la gouvernance de Douai et d'Orchies, et sergeant-major de la dite ville de Douai et des gens de guerre qui y sont en garnison. Né à Saint-Omer, suivant les traces de ses nobles prédécesseurs paternels et maternels, il est entré dans sa jeunesse, au service de son souverain, en qualité de gentilhomme de la compagnie colonelle de feu le sieur de Coin, au siège et à la prise de Verselles en Italie, puis fut pourvu d'une compagnie d'infanterie de 200 têtes wallonnes au régiment de feu le seigneur de Maisières, a assisté à la conquête du Palatinat inférieur sous le marquis Ambrogio Spinola, a fait partie de l'armée des Pays-Bas, et fut blessé à la défense d'Arras lors du siège d'Arras. Il est allié à Adrienne de Wancquelin, fille de Claude, chevalier, seigneur de Saint-Tol, grand bailli du pays de Cambrésis, d'ancienne et noble famille[24].

### Depuis 1789
Le 7 mars 2008, un forcené armé d'une carabine a détenu le maire, Claude Rahou, 72 ans, en otage. Après près de sept heures de négociations menées par le GIGN, le forcené s'est rendu en début de soirée. Pendant tout ce temps, le maire a été retenu dans sa mairie par un ancien employé municipal de 47 ans. Ce dernier, père de trois enfants, était en dépression. Un différend, vieux d'une quinzaine d'années l'opposait au maire. L'ancien employé municipal était tombé d'un échafaudage et avait reçu, selon lui, des indemnités insuffisantes pour ce qu'il considérait être un accident du travail. Il reprochait également au maire de ne pas l'avoir assez soutenu. Le forcené avait déjà été condamné en 1996 à un mois de prison avec sursis pour avoir menacé le maire avec un couteau,.

## Politique et administration
Maire en 1802-1803 : Alexis Roucou.
Maire en 1807 : Clep.
Maire en 1854 : P.F. Coubronne.
Maire en 1881 1883 et de 1887 à 1889 : Gve. Deram, notaire honoraire en 1888,.
Maire de 1889 à 1892 : Aug. Deroo.
Maire de 1892 à 1895 : Albert Deblonde.
Maire de 1895 à 1903 : Jules Lesage.
Maire de 1903 à 1925 : Victor Vandenbussche (Radical).
Maire de 1925 à 1932 : Jules Lesage.
Maire de 1932 à 1934 : Emile Compignie.

Maire de 1934 à 1959 : Léon Macke.
| Période                                  | Période   | Identité                                       | Étiquette | Qualité |
| ---------------------------------------- | --------- | ---------------------------------------------- | --------- | ------- |
| mars 1959                                | mars 1983 | Jean Ruyssen                                   |           |         |
| mars 1983                                | mars 1989 | Suzanne Bourteel                               |           |         |
| mars 1989                                | mars 2008 | Claude Rahou                                   |           |         |
| mars 2008                                | En cours  | Carole Delaire Réélue pour le mandat 2020-2026 | DVD       |         |
| Les données manquantes sont à compléter. |           |                                                |           |         |

## Population et société

### Démographie

#### Évolution démographique
L'évolution du nombre d'habitants est connue à travers les recensements de la population effectués dans la commune depuis 1793. Pour les communes de moins de 10 000 habitants, une enquête de recensement portant sur toute la population est réalisée tous les cinq ans, les populations de référence des années intermédiaires étant quant à elles estimées par interpolation ou extrapolation. Pour la commune, le premier recensement exhaustif entrant dans le cadre du nouveau dispositif a été réalisé en 2008.

En 2022, la commune comptait 1 626 habitants, en évolution de −4,75 % par rapport à 2016 (Nord : +0,51 %, France hors Mayotte : +2,11 %).
| 1793  | 1800  | 1806  | 1821  | 1831  | 1836  | 1841  | 1846  | 1851  |
| ----- | ----- | ----- | ----- | ----- | ----- | ----- | ----- | ----- |
| 2 204 | 2 260 | 2 306 | 2 058 | 2 144 | 2 090 | 2 039 | 1 961 | 1 941 |

| 1856  | 1861  | 1866  | 1872  | 1876  | 1881  | 1886  | 1891  | 1896  |
| ----- | ----- | ----- | ----- | ----- | ----- | ----- | ----- | ----- |
| 1 856 | 1 894 | 1 896 | 1 971 | 1 967 | 1 944 | 1 902 | 1 868 | 1 830 |

| 1901  | 1906  | 1911  | 1921  | 1926  | 1931  | 1936  | 1946  | 1954  |
| ----- | ----- | ----- | ----- | ----- | ----- | ----- | ----- | ----- |
| 1 816 | 1 747 | 1 764 | 1 633 | 1 600 | 1 588 | 1 519 | 1 465 | 1 455 |

| 1962  | 1968  | 1975  | 1982  | 1990  | 1999  | 2006  | 2008  | 2013  |
| ----- | ----- | ----- | ----- | ----- | ----- | ----- | ----- | ----- |
| 1 447 | 1 497 | 1 469 | 1 485 | 1 553 | 1 612 | 1 692 | 1 714 | 1 739 |

| 2018  | 2022  | - | - | - | - | - | - | - |
| ----- | ----- | - | - | - | - | - | - | - |
| 1 674 | 1 626 | - | - | - | - | - | - | - |

#### Pyramide des âges
La population de la commune est relativement jeune.
En 2018, le taux de personnes d'un âge inférieur à 30 ans s'élève à 34,0 %, soit en dessous de la moyenne départementale (39,5 %). À l'inverse, le taux de personnes d'âge supérieur à 60 ans est de 26,8 % la même année, alors qu'il est de 22,5 % au niveau départemental.
En 2018, la commune comptait 847 hommes pour 827 femmes, soit un taux de 50,6 % d'hommes, largement supérieur au taux départemental (48,23 %).
Les pyramides des âges de la commune et du département s'établissent comme suit.
| Hommes | Classe d’âge | Femmes |
| ------ | ------------ | ------ |
| 0,7    | 90 ou +      | 2,8    |
| 6,4    | 75-89 ans    | 11,0   |
| 16,9   | 60-74 ans    | 16,0   |
| 23,1   | 45-59 ans    | 23,9   |
| 16,2   | 30-44 ans    | 15,0   |
| 18,5   | 15-29 ans    | 14,5   |
| 18,2   | 0-14 ans     | 16,8   |

| Hommes | Classe d’âge | Femmes |
| ------ | ------------ | ------ |
| 0,5    | 90 ou +      | 1,4    |
| 5,3    | 75-89 ans    | 8,1    |
| 14,8   | 60-74 ans    | 16,2   |
| 19,1   | 45-59 ans    | 18,4   |
| 19,5   | 30-44 ans    | 18,7   |
| 20,7   | 15-29 ans    | 19,1   |
| 20,2   | 0-14 ans     | 18     |

## Culture locale et patrimoine

### Lieux et monuments
- Église Saint Pierre, hallekerque du XIVe et XVIIe siècles.
- La maison flamande, ancienne école
- L'ancien hospice
- Le monument Roucou
- Le calvaire du chevet de l'église et des chapelles-oratoires

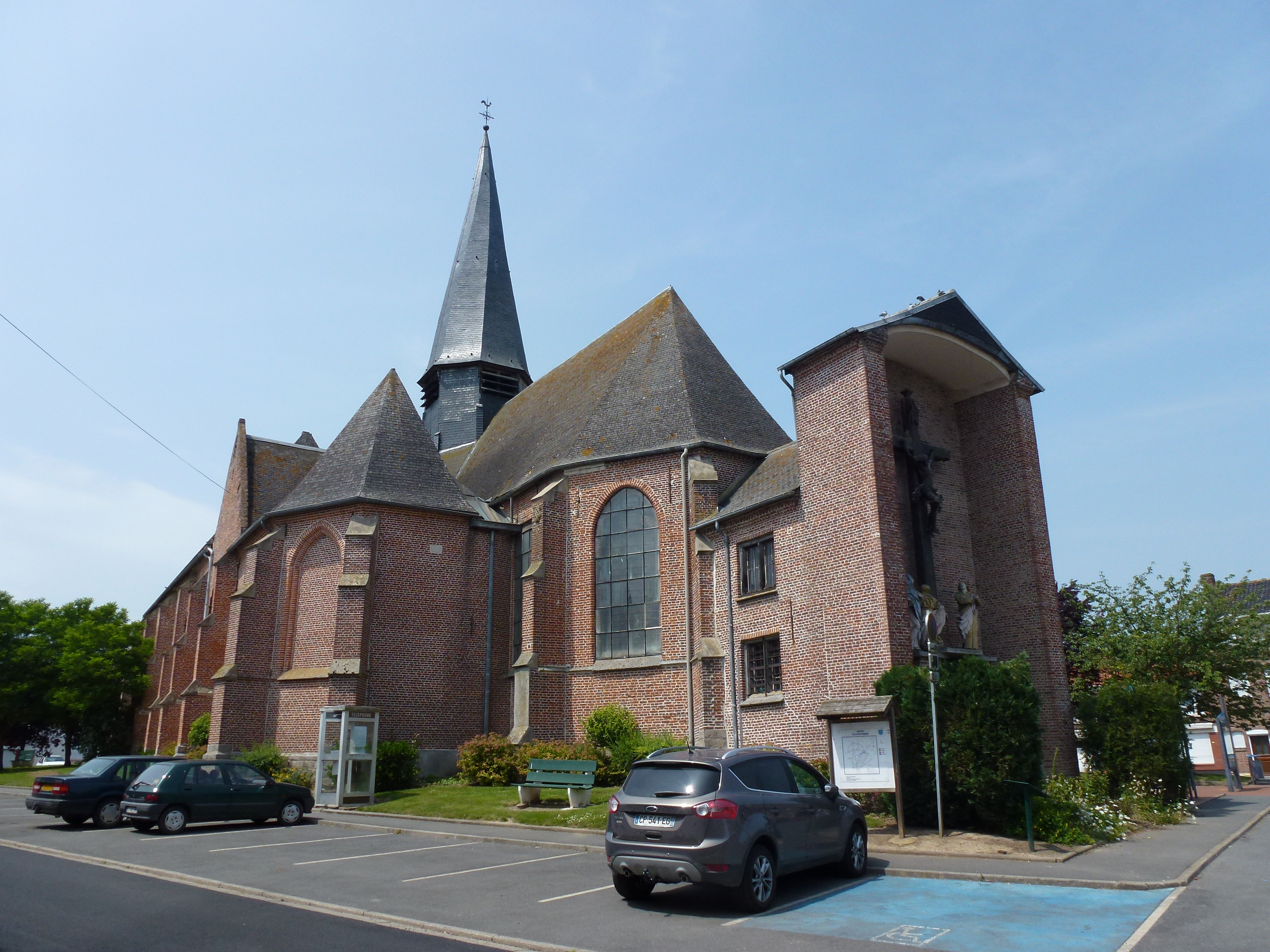
L'église Saint-Pierre
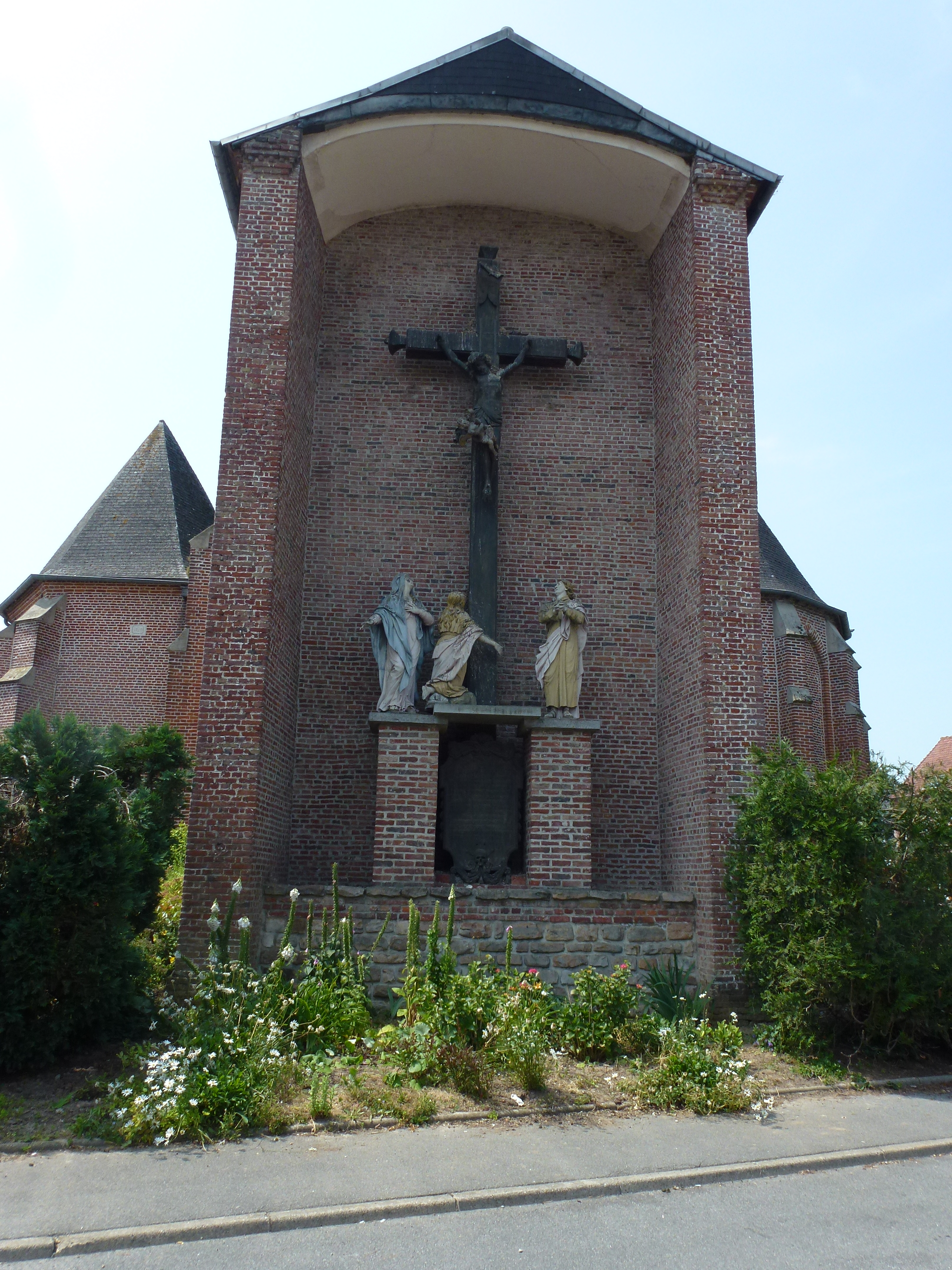
Calvaire de l'église
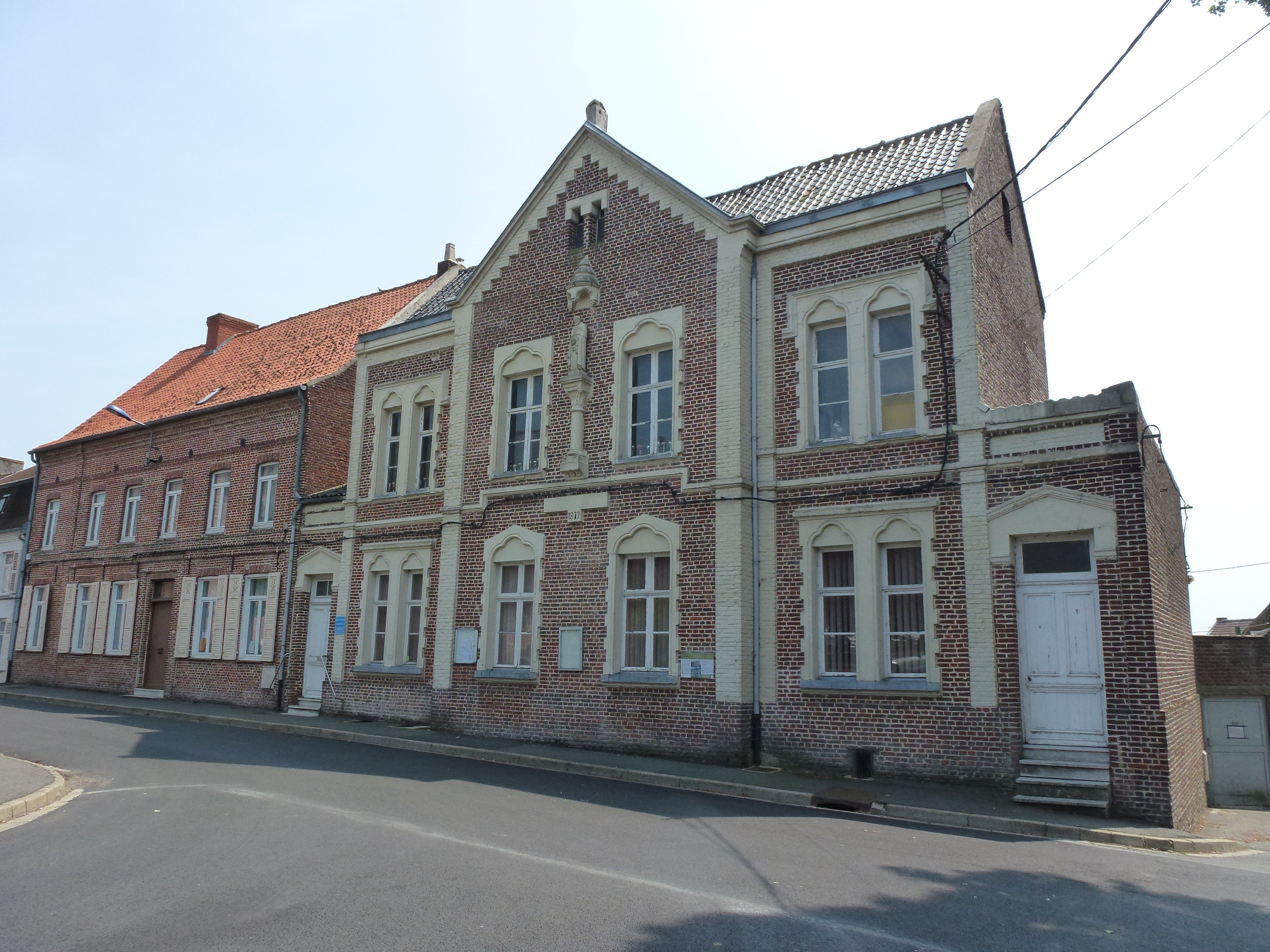
L'ancien hospice
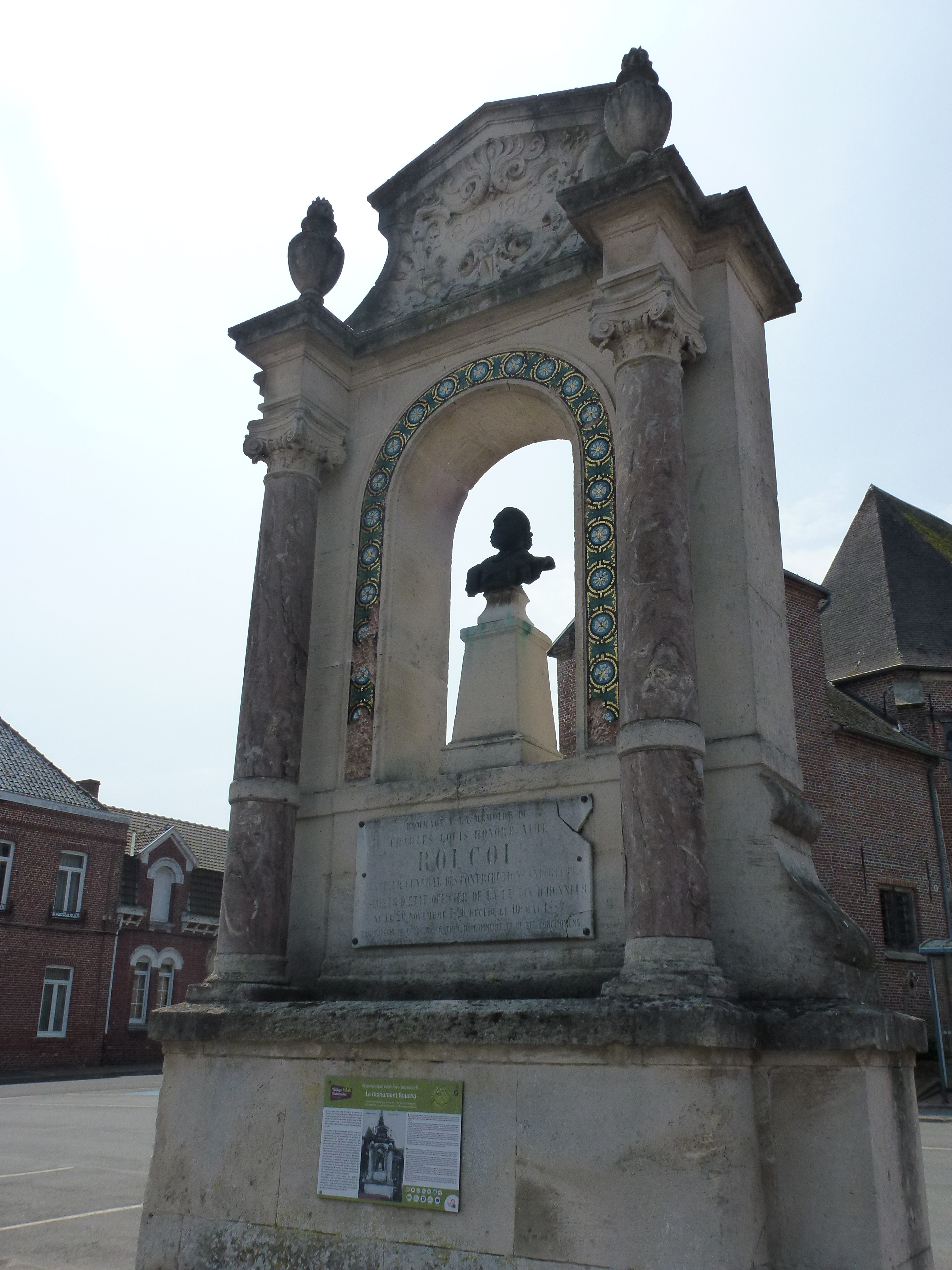
Le monument Roucou
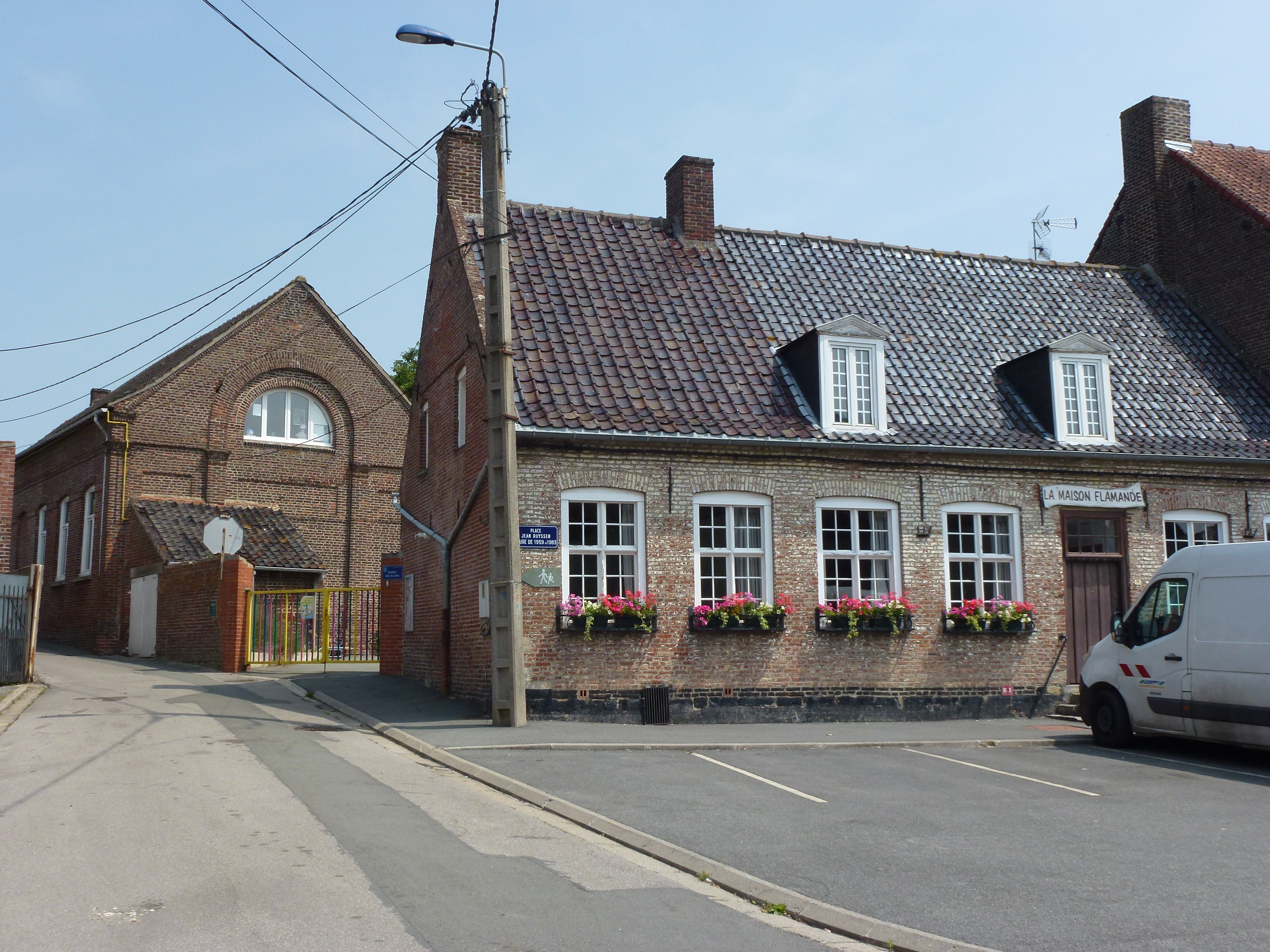
La maison flamande
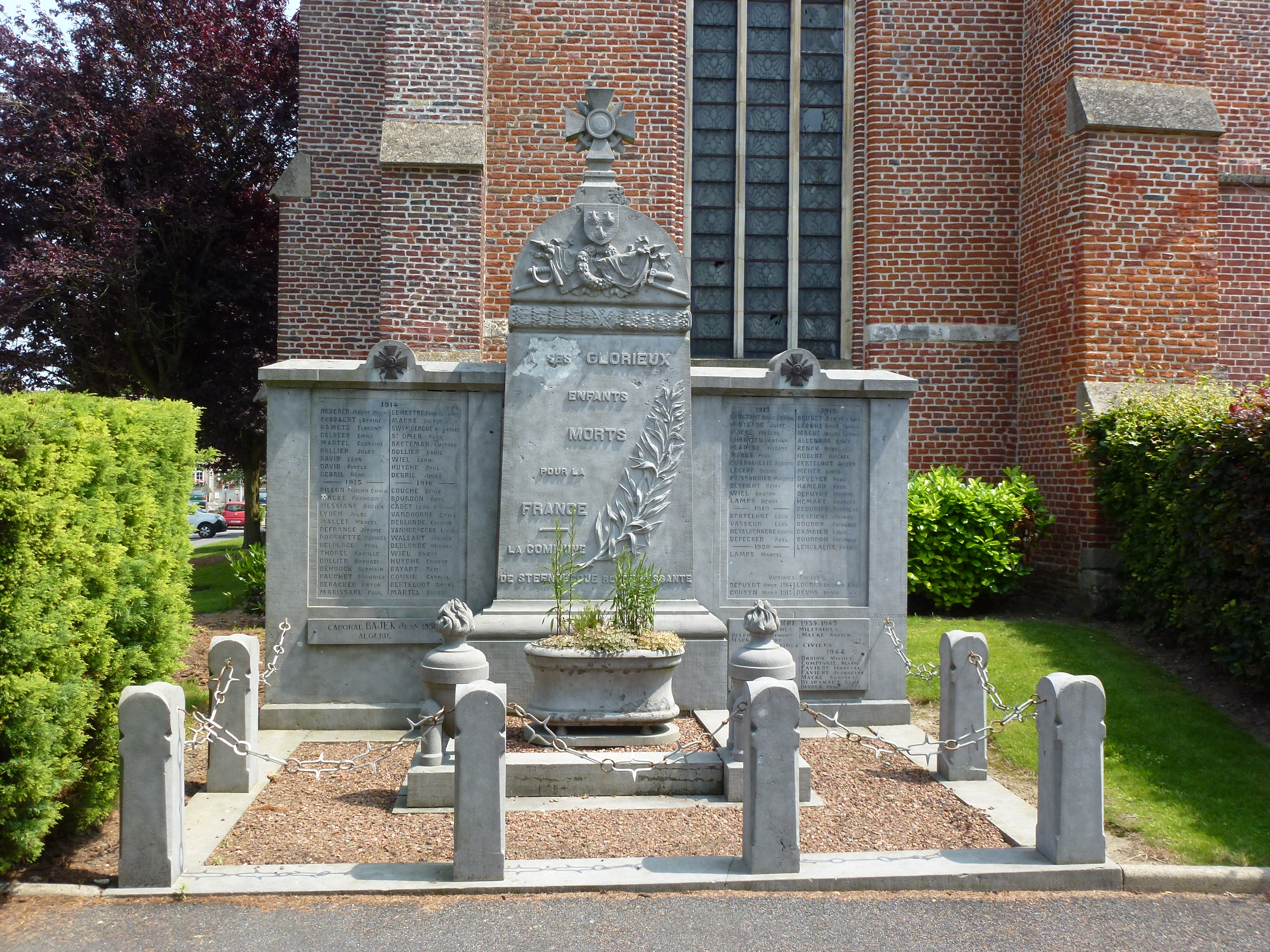
le monument aux morts

### Patrimoine culturel
Steenbecque est un village en Flandre française et traditionnellement on y parle flamand occidental. Aujourd'hui, Steenbecque est la commune la plus méridionale qui permet l'usage du flamand/néerlandais en situations officielles.
- Depuis 2009, Steenbecque fait partie du réseau Village Patrimoine, coordonné par les Pays de Flandre.

### Personnalités liées à la commune
|  | Les armes de Steenbecque se blasonnent ainsi : D'azur à trois coquilles d'argent. |

## Pour approfondir